# Memoria de burbuja

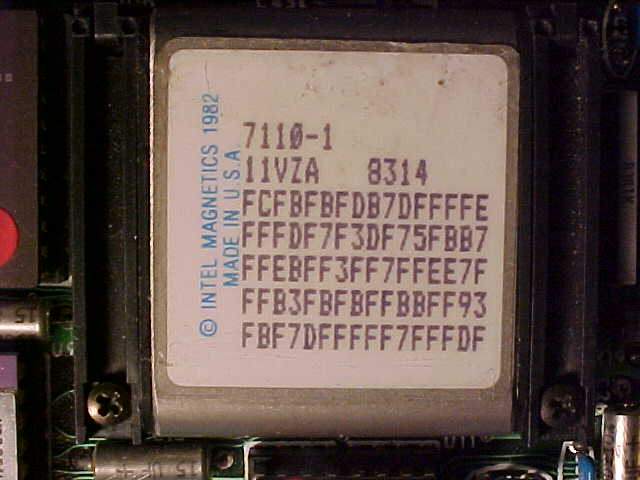
Bubblememory Intel 7110

La  memoria de burbuja  (Bubble memory) es un tipo de memoria para almacenamiento no volátil que utiliza una película de material magnético de pequeño espesor que contiene pequeñas zonas magnetizadas conocidas como  burbujas , que almacenan un bit de datos cada una.
A diferencia de lo que ocurre con la memoria de sólo lectura (ROM), se puede escribir en la memoria de burbujas. También a diferencia de la memoria de acceso aleatorio (RAM), los datos almacenados en las burbujas de memoria permanecerán allí hasta que se modifiquen, incluso cuando se apaga el equipo. Por tanto, la memoria de burbuja se ha utilizado en entornos en los que un equipo debe tener la capacidad de recuperarse de una falta de energía eléctrica, con una pérdida mínima de datos. El uso y la demanda de memorias de burbuja ha desaparecido con el advenimiento de la memoria flash, que es más barata y de más fácil producción.
La memoria de burbuja surgió a principios de 1970, como una tecnología prometedora, pero fue un fracaso comercial debido a la rápida caída de los precios de discos duros (HD) a principios de 1980.

## Otros tipos de memorias digitales
- Memoria de condensador. (Atanasov)
- Líneas de retardo acústicas
- Memoria de burbuja
- Memoria CCD
- Memoria holográfica
- Selectrón
- Tubo Williams